# محمد أيوب كهورو
محمد أيوب كهورو (بالإنجليزية: Muhammad Ayub Khuhro)‏ (14 أغسطس 1901 - 21 أكتوبر 1980 ) سياسي من باكستان. ينتمي إلى الرابطة الإسلامية الباكستانية. تولى منصب وزير الدفاع (9 أبريل 1958–7 أكتوبر 1958) ورئيس وزراء السند ثلاث مرات (16 أغسطس 1947–28 أبريل 1948) و(25 مارس 1951–29 ديسمبر 1951)، و(9 نوفمبر 1954–13 أكتوبر 1955).